# 대명지지
대명지서(大明志書)는 명 홍무 3년(1370년)에 완성되었으며 명 왕조 최초의 지리 총서이다. 
홍무 3년(1370년) 주원장은 위준민, 황치, 유엄, 정봉 등에게 명해서 천하의 주, 군, 현의 지리와 형세, 그들이 항복해 온 시말에 대해 편찬 분류하도록 했고, 대명지서가 완성되었다. 
명실록에 따르면 책이 완성되자 비서감으로 보내어 간행 반포하게 하였다고 한다. 본서는 무릇 천하의 행성(行省) 12곳, 부 1200곳, 주 180곳, 현 887곳, 안무사(按撫司) 3곳, 장관사 한 곳의 행정 기관과, 동쪽으로는 바다, 남쪽으로는 준애(瓊崖), 서쪽으로는 임조(臨洮), 북쪽으로는 북평(北平)에 이르는 곳의 지리를 서술하였다고 한다.
대명지서는 오래전에 분실되어 권수를 알 수 없다.